# Lotte Oldenburg-Wittig
Lotte Oldenburg-Wittig (* 27. Februar 1896 in Leipzig; † 1982) war eine deutsche Malerin, Grafikerin und Illustratorin.

## Leben und Werk
Lotte Oldenburg-Wittig studierte an der Kunstakademie in Leipzig. Dann arbeitete sie in Leipzig als freischaffende Künstlerin. Das Adressbuch verzeichnete sie u. a. 1943 als Malerin in der Emilienstraße 7. In der Zeit des Nationalsozialismus war sie obligatorisch Mitglied der Reichskammer der bildenden Künste. Sicher belegt ist ihre Teilnahme 1937/1938 an der 7. Großen Leipziger Kunstausstellung. Leipziger Künstler unserer Zeit und 1938/1939 an der Jahresschau Leipziger Künstler.
Sie illustrierte zahlreiche Mädchenbücher, darunter die Goldköpfchen-Reihe von Magda Trott, die Gisel-und-Ursel-Reihe von Margarete Haller und viele Bücher von Emma Gündel. Bis in die 1950er Jahre arbeitete sie vor allem für den Franz Schneider Verlag; ferner illustrierte sie zahlreiche Boje-Bücher.
Lotte Oldenburg-Wittig heiratete 1920 in Berlin-Schöneberg Ernst Karl Paul Oldenburg.

## Buchillustrationen (Auswahl)
- Edmund Edel, Der Skandal im Viktoria-Club, Berlin 1919 (Titelzeichnung)
- Viktor Helling, Das Kohlenstäubchen, Leipzig 1920 (Titelzeichnung)
- Margarete Haller, Erika, Franz Schneider Verlag Berlin u. Leipzig 1931
- Magda Trott, Jungmädchens Schritt ins Leben, Berlin 1939 (Erstausgabe 1922)
- Magda Trott, Goldköpfchens Schulzeit, 1929
- Magda Trott, Goldköpfchen als Mutter, Berlin 1936 (Erstausgabe 1930)
- Magda Trott, Goldköpfchens Lehrzeit, Berlin 1936 (Erstausgabe 1930)
- Magda Trott, Goldköpfchens Brautzeit, Berlin 1936 (Erstausgabe 1931)
- Magda Trott, Mit Pommerle durchs Kinderland, 1930
- Magda Trott, Pommerle, Leipzig 1932
- Magda Trott, Pommerles Jugendzeit, Berlin 1932
- Felix Riemkasten, Babette bindet Bücher, Wien/Leipzig 1935
- Else Fröhlich, Gerda faßt einen Dieb, 1935
- Therese Paris, Drei Wege ins Leben. Eine Jungmädelgeschichte, Hanns-Jörg Fischer Verlag, Berlin 1936
- Magda Trott, Pommerle auf Reisen, Berlin 1936
- Emma Gündel, Elke lernt bergsteigen, Berlin 1937
- Magda Trott, Pommerles letztes Schuljahr, Berlin 1938
- Magda Trott, Pommerle im Frühling des Lebens, Berlin 1938
- Margarete Haller, Gisel und Ursel, die beiden Glücksmädel, Franz Schneider Verlag 1938
- Magda Trott, Ursels Backfischzeit, Berlin 1939 (Erstausgabe 1931)
- Emma Gündel-Knacke, Der verhexte Rucksack, Berlin/Leipzig 1940
- Magda Trott, Jungmädelstreiche, Berlin 1940 (Erstausgabe 1919)
- Was macht mein Kindchen?, 1945
- Emma Gündel-Knacke, Das singende Herz, Boje 1949
- Emma Gündel, Elke im Seewind, Boje 1950
- Margarete Haller, Doris. Ein Mädchen packt zu, Franz Schneider Verlag 1953
- Margarete Haller, Christas neue Heimat, Franz Schneider Verlag 1953
- Erika Theben, Filmstar Catty bringt das Glück, Hannover/Berlin 1954
- Suse Duken-Dingler, Wir kaufen ein, Esslingen um 1955
- Hans Erich Seuberlich, Wir hören Geli, Boje 1955
- Emma Gündel, Elkes Freundin Katje, Boje 1957
- Emma Gündel, Elkes Tochter Mulle, Boje 1958
- Emma Gündel, Leb wohl, Elke!, Boje 1962
- Maria Emmerling, Der liebe kleine Sonnenstrahl, Fürth 1967
- Ursula Fischer, Rani und sein Freund, Fürth 1969
- Edith Biewend, Was ist los mit Kordula, Verlagsbuchhandlung Julius Breitschopf, 1970
- Clara Schelper, Gertis glückliche Ehe
- Magda Trott, Pommerle, ein deutsches Mädel
- Magda Trott, Pommerles Jugendzeit
- Eins und eins ist zwei. Das lustige Ein-mal-eins, Erlangen 1966 und 1998

## Weblink
- https://www.bildindex.de/document/obj14031586?part=6&medium=